# 汪汉卿 (1937年)
汪汉卿（1937年—2003年），男，安徽东至人，中国法律史学家，曾任安徽大学党委副书记、常务副校长、教授。